# 小秋元段
小秋元 段（こあきもと だん、1968年 - ）は、日本の国文学者。法政大学文学部教授。

## 来歴・人物
神奈川県横浜市出身。神奈川県立横浜緑ケ丘高等学校卒業。1990年慶應義塾大学文学部国文学専攻卒業、1995年同大学院博士課程満期退学。1995年江戸川女子短期大学専任講師、1998年法政大学文学部専任講師、2001年助教授、2007年准教授、2009年教授。2000年日本古典文学会賞受賞。2006年「『太平記』の成立・諸本・出版に関する総合的研究」で慶大文学博士。四川外国語大学客員教授、北京外国語大学北京日本学研究所客員教授を歴任。

## 著書

### 単著、共著
- 『太平記・梅松論の研究』（汲古書院、2005年）
- 『太平記と古活字版の時代』（新典社、2006年）
- 『日本文学研究論文集成 平家物語 太平記』（佐伯真一共編、若草書房、1999年）
- 『実力養成総合漢字問題集』（川鍋義一共編、おうふう、2008年）
- 『校訂 京大本 太平記』（北村昌幸・長坂成行・和田琢磨[2]共編著、勉誠出版、2011年）
- 『嵯峨本方丈記』勉誠出版〈国文学研究資料館影印叢書７〉、2016年。
- 『増補太平記と古活字版の時代』（新典社、2018年）
- 『太平記新考』（汲古書院、2024年）

### 論文、雑誌
CiNii 小秋元 段
- 「嵯峨本『史記』の書誌的考察」『法政大学文学部紀要』第49巻、法政大学文学部、2004年3月2日、109-141頁。
- 「嵯峨本とその前史の一相貌」『法政大学文学部紀要』第82巻、法政大学文学部、2021年3月15日、21-37頁。
- 「嵯峨本とは何か」『国立国会図書館月報』2023年（7/8月）第747/748号、国立国会図書館、2023年6月19日、6-15頁。

KAKEN
- 「嵯峨本の誕生と展開をめぐる総合的研究」（研究代表者）